# بسناته
بسناته (به ایتالیایی: Besnate) یک کومونه در ایتالیا است که در استان وارزه واقع شده‌است.

## خصوصیات
بسناته ۷ کیلومترمربع مساحت و ۵٬۰۲۱ نفر جمعیت دارد و ۲۹۶ متر بالاتر از سطح دریا واقع شده‌است.